# Tortel (dulce)

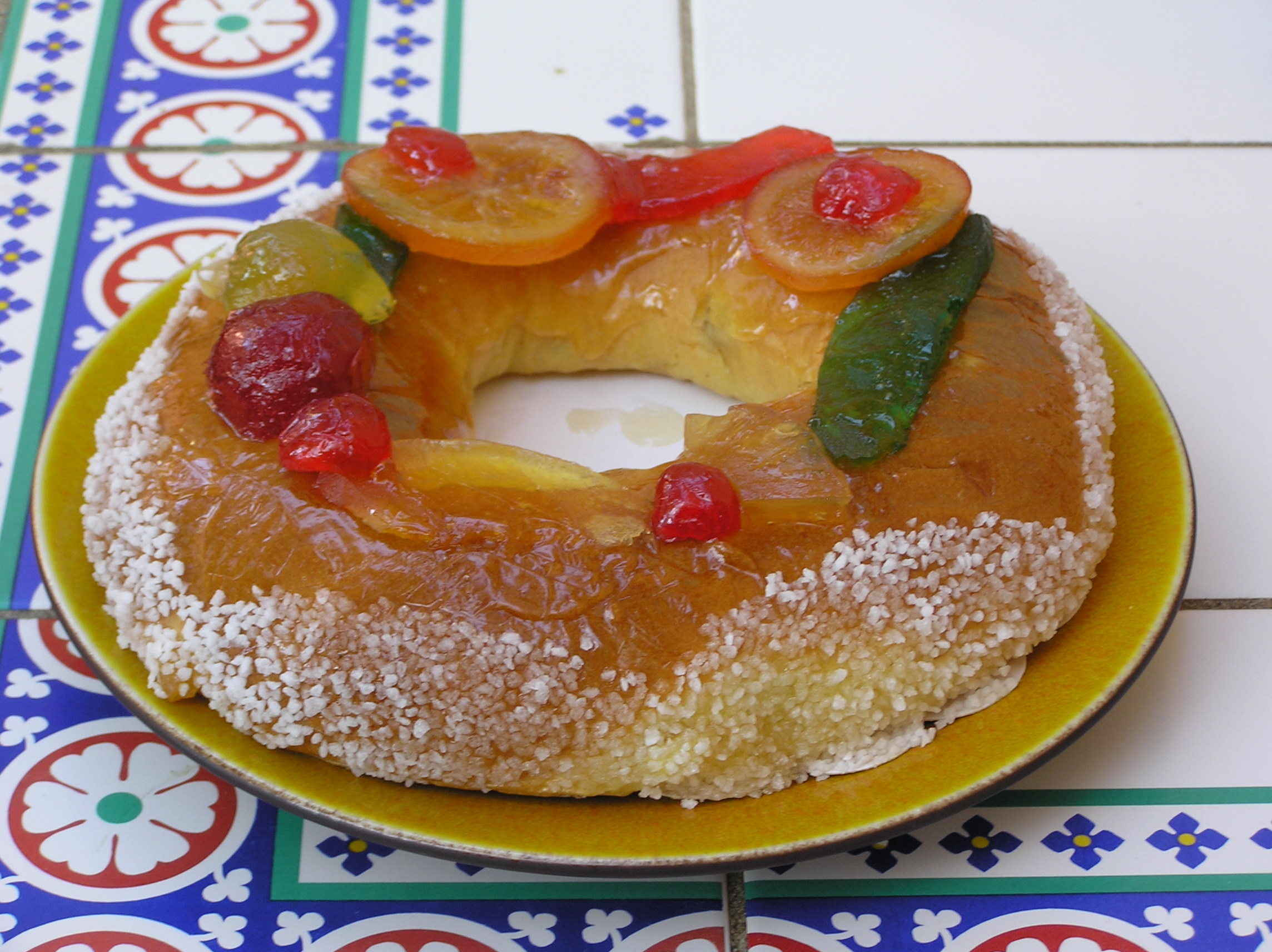
Tortel de reyes.

El tortel (del catalán tortell) es un pastel típico de la cocina catalana con forma de anilla o rosca, hecho de hojaldre o de alguna otra clase de masa y relleno de varios ingredientes, como por ejemplo mazapán,  nata, crema, mermelada, cabello de ángel, etcétera, que puede llevar encima fruta confitada o piñones, además de azúcar glas.
Es un plato característico de los días de fiesta (es característico el tortel de nata de los domingos) y de algunas fechas señaladas, como por ejemplo San Antonio (17 de enero) o el Día de Reyes (6 de enero); incluso se han inventado nuevos, como el tortel de San Cristóbal (10 de julio), un tortel de mazapán con forma de volante, por ser el patrón de los automovilistas. El tortel de los días de fiesta mayor (y en particular del día de reyes) es más rico y elaborado que los cotidianos como, por ejemplo, el de los domingos.

## Variantes

### Tortel de domingo
En Cataluña es muy tradicional el tortel de domingo, que no suele hacerse en casa sino que se compra en las panaderías o pastelerías el mismo día, de paso que se compra el pan. El tortel de domingo típico tradicional tiene forma de rosca y suele estar hecho de hojaldre, aun cuando también puede ser de pasta choux (la pasta de los buñuelos, pero cocida al horno en vez de frita) y siempre está cortado por la mitad y relleno de crema (catalana, nata o trufa, que es nata mezclada con chocolate en polvo o cacao), de forma que se vea bien el que hay adentro. Suele estar cubierto de azúcar glas o, para darle brillo, de mermelada suave o disuelta con algo de agua. Este tortel no contiene sorpresas. También existen versiones modernas, normalmente caseras, en las que el relleno puede ser una crema diferente, una espuma de requesón (mató) o de yogur con miel, o incluso helado. La alternativa típica al tortel de domingo es el brazo de gitano.

### Tortel de San Antonio
El tortel de San Antonio es tradición que se coma en compañía de la familia el domingo antes del día de san Antonio, el mismo día que se celebran las Tres Vueltas. La elaboración es la misma que la del tortel de Reyes, aunque igualmente hoy se hace con todo tipo de rellenos: desde el tradicional, que es el de mazapán, hasta rellenos de nata y de crema. El tortel de San Antonio también contiene sorpresas escondidas: un haba y un animal. Igual que con el tortel de Reyes, quien saque el haba pagará el tortel.

### Tortel de Reyes
El tortel de Reyes, también llamado coca de Reyes o roscón de Reyes, tiene también forma de rosca más o menos redonda u ovalada, pero la masa es de la misma clase que la de un brioche y el relleno, que suele ser mazapán, está completamente cubierto, también por los lados, por la masa. Está ricamente decorado de fruta confitada y frutos secos y contiene dos sorpresas. En Cataluña se come exclusivamente el Día de Reyes, tras la comida, mientras que en Occitania se come en enero, pero no necesariamente por Reyes.
Es posiblemente el que tiene más renombre (en 2009 se calcula que se vendieron 800.000), y conmemora la festividad católica de los Tres Reyes de Oriente, aun cuando tiene raíces paganas, puesto que el Imperio romano ya celebraba las fiestas de invierno, o fiestas de los frutos, con torteles hechos de higos, dátiles y miel. Los romanos utilizaban las habas por votar al rey de las fiestas de invierno en honor del dios Saturno. La medida estándar es de unos 50 cm de diámetro y salen unas 8 raciones, aun cuando actualmente se hacen de muchas medidas, y el tradicional es el de mazapán con fruta confitada encima. Este tortel contiene dos sorpresas escondidas: una haba seca y una figurita (normalmente de uno de los Reyes). Según la tradición, el que encuentra la figurita dentro su trozo es coronado con la corona dorada de cartón que decora el centro del pastel, mientras que quien se encuentra el haba es a quien le toca pagar el tortel. En Francia es costumbre que el más pequeño de la casa, desde debajo de la mesa, vaya diciendo a quién corresponde cada parte del pastel. Además, se debe cortar en tantas partes como invitados más una, que sería la parte destinada al primer pobre que se presentaría en la casa.
El Costumari Català explica que no todo el mundo podía ir a la adoración y por eso en el tortel de reyes se ponía un haba seca: quien la encontraba era nombrado rey, calificado como el «rey del haba», y era quien iba a la función de la iglesia en representación de la familia y adoraba al nacido en Belén. Durante la comida, cada vez que este personaje bebía todos los compañeros de mesa tenían que levantarse en señal de acatamiento y gritar a coro «el rey bebe, el rey bebe».